# Celina Borzęcka

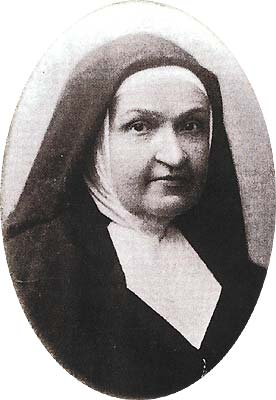
Sel. Celina Borzęcka

Celina Borzęcka C.R., geborene Chludzińska (* 29. Oktober 1833 in Antowil bei Orscha; † 26. Oktober 1913 in Krakau), ist die Gründerin der Resurrektionistinnen (lat.: Congregatio Sororum a Resurrectione Domini Nostri Iesu Christi) (dt.: Schwestern von der Auferstehung unseres Herrn Jesus Christus).

## Leben
Celina Chludzińska war die Tochter eines reichen Landbesitzers. Von früher Jugend an wollte sie Gott dienen, heiratete aber nach dem Wunsch ihrer Eltern Joseph Borzęcki. Als ihr Mann 1874 nach langer Krankheit starb, war Celina mit ihren zwei Töchtern Celina und Hedwig allein. 1875 kamen die junge Witwe und ihre Kinder nach Rom, um von Gott einen Hinweis auf ihren weiteren Lebensweg zu erhalten. Dort widmete sie sich von ihrer kleinen Wohnung aus vielfältigen sozialen Diensten in ihrer Nachbarschaft, unter der Anleitung von Pater Peter Semenenko, einem ortsansässigen Resurrektionisten.
Schließlich gründete Celina mit ihrer Tochter Hedwig (Jadwiga) und fünf weiteren Frauen eine Ordensgemeinschaft, die sich an der Spiritualität der Resurrektionisten orientierte und besonders die Ausbildung und Förderung von Frauen im Blick hatte. Die Gemeinschaft wurde am 6. Januar 1891 offiziell bestätigt.
1887 eröffneten die Schwestern eine Schule für arme Mädchen in Rom. Die Schwestern arbeiten heute in der Erziehung, Krankenpflege und Seelsorge. Seit 1900 wirken sie auch in Chicago.
Celina Borzęcka wurde am 27. Oktober 2007 in der Lateranbasilika in Rom seliggesprochen. Der Heilige Stuhl bestätigt damit, dass Mutter Celina ein Leben geführt hat, das für Christen ein Vorbild sein kann.  Ihr Gedenktag in der Liturgie ist der 26. Oktober.